# لی جینز
لی جینز (انگلیسی: Leigh Jaynes؛ زادهٔ ۱۲ ژانویهٔ ۱۹۸۰) کشتی‌گیر اهل ایالات متحده آمریکا است.